# 比亚内·安德松
比亚内·安德松（瑞典語：Bjarne Andersson，1940年4月28日—2004年8月11日），瑞典男子越野滑雪运动员。他曾代表瑞典参加1968年冬季奥林匹克运动会越野滑雪比赛，获得一枚银牌。